# 夏爾·戴高樂
夏尔·安德烈·约瑟夫·马里·戴高乐（法語：Charles André Joseph Marie de Gaulle；1890年11月22日—1970年11月9日），法国军事家、政治家，曾在第二次世界大战期间领导自由法国运动，戰後短暫出任臨時總統，後由於左派政黨反對他要求加強總統權力的憲法被迫辭職。1958年成立法兰西第五共和国并出任第一任总统兼安道爾大公。在法国，戴高乐通常被称为“戴高乐将军”甚至簡稱“将军”。
1944年自由法國陸軍解放巴黎后，戴高乐成为法兰西共和国临时政府主席，1946年因反對總統沒有實權，與左翼的政治斗争失利而辞去职务。1958年，戴高乐因阿爾及利亞戰爭重返政坛，制定新宪法，成立法兰西第五共和国并当选第一任总统，1965年成功連任，直至1969年因公投失利辭去總統的職務。
戴高乐支持发展的核子武器、制定泛欧主义外交政策、支持欧洲大陆联合为大欧洲、扩大法国影响、努力减少美国和英国的影响、促使法国退出北约、反对英国加入欧洲共同体、奉行与盟友不同的外交政策，这一系列思想政策被称为戴高樂主義。

## 生平

### 早年生涯

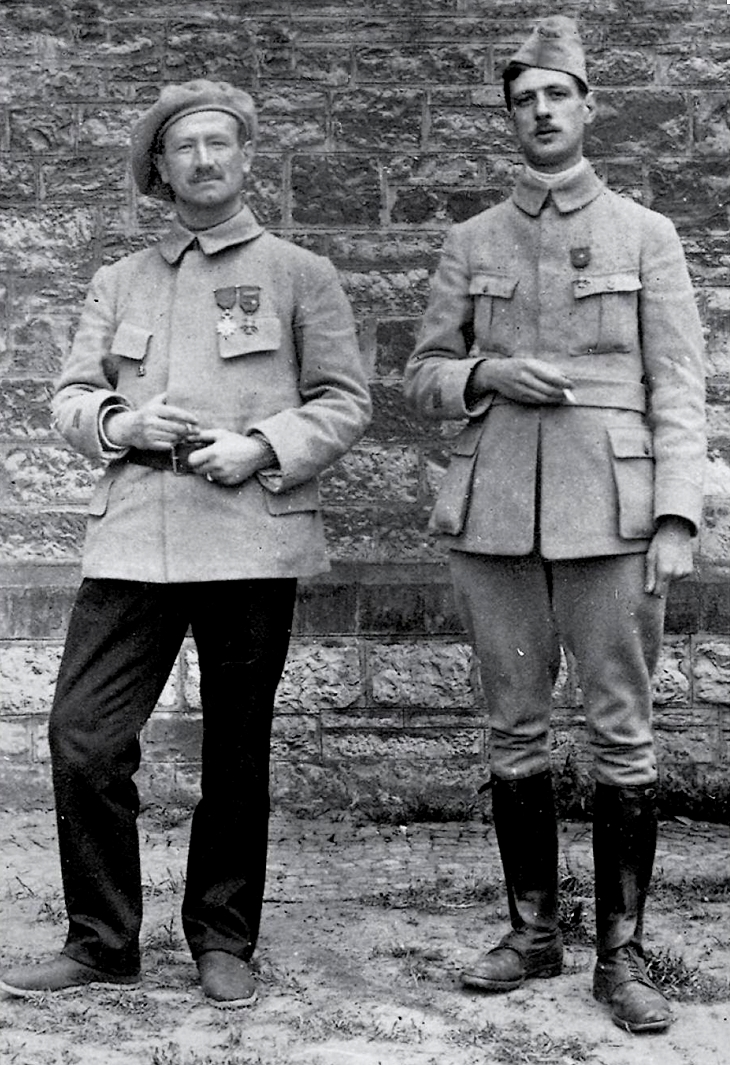
被俘后的戴高乐（右）（摄于1916年）

1890年11月22日，戴高乐诞生于法国北部诺尔省的里尔，是父母五個孩子中排行第三。他是被一个信仰天主教会的、爱国、传统但很进步的家庭抚养长大的。戴高乐的母亲让娜·马约（Jeanne Maillot）出身于北部工业资产阶级家庭。出生三個月後，他被其父母帶回巴黎。1896年至1900年間，戴高樂在基督教兄弟會開設的學校就讀。此間，戴高樂之父常講述法國歷史與強調復仇主義，讓他在幼小時就成為強烈的愛國主義者。
1905年戴高樂決定參軍，於1907年前往比利時昂图万的耶穌會學校就讀，然後进入巴黎斯坦尼斯拉斯学院读书，以准备参加圣西尔军校的入学考试。1909年，他被圣西尔军校录取，与未来的阿尔方斯·朱安元帅为同窗。在军校学习期间，他选择了步兵来了解军队。他作为学生军官加入了驻阿拉斯的第33步兵团，在当时的菲利普·贝当手下。1912年，戴高乐毕业于圣西尔军校，被授予少尉军衔，考试名列第十三，得到的评语是：“一个未来的优秀军官”。毕业后他又赴第33步兵团供职。从此，他追随贝当20年之久。
1914年第一次世界大战爆发后，戴高乐随军参战，并3次受伤，因作战英勇受到表彰。1916年，他在凡尔登战役中受伤并中毒气昏迷，被德国俘虏后被囚禁长达32个月。他曾5次试图越狱，并在狱中结识了乔治·卡特鲁，记者雷米·鲁尔和未来的苏联红军元帅图哈切夫斯基。被俘期间的绝大部分时间，他都以德文报纸当材料努力学习，最后精通了德语。他还自告奋勇给难友们讲授战略学。从实战中，他以战略家的眼光敏锐地发现了坦克的出现在未来战争中的意义，他在讲课中高度赞扬了这种具有决定意义的发展。同时，他还写了大量的笔记。这些笔记构成了他的第一部著作《敌人内部的倾轧》的基础。
1918年战争结束之后他终于返回法国，其后又作为志愿者在波兰执行军事任务。从1919年至1921年间他帮助年轻的波兰军队与苏联红军作战。回国后，1921年4月6日，他与伊冯娜·旺德鲁结婚，并在第二年12月28日有了儿子菲利普。当时他在圣西尔军校任讲师，1922年考入高等军事学院。1924年他先后在特里尔和美因茨的法国军队参谋部实习。5月15日，他的女儿伊丽莎白出世。

### 自由法國

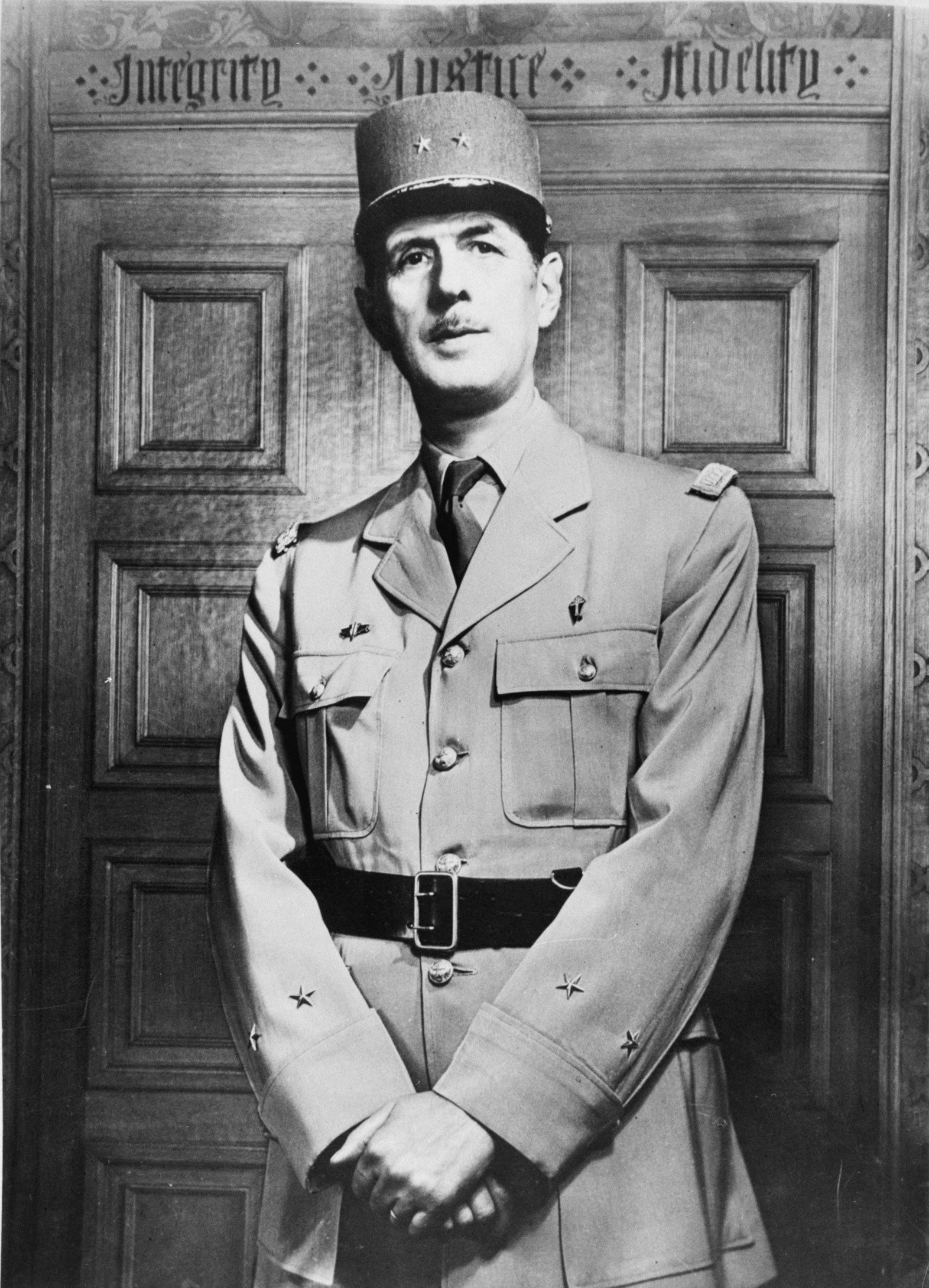
二戰時期的戴高樂（摄于1944年)

第二次世界大戰爆發時，戴高樂只是一個上校，1940年，晋升为准将，并被保罗·雷诺总理任命为国防次长兼陆军次长，两度赴伦敦执行使命。6月德軍佔領巴黎，雷诺内阁总辞后，拒绝和德國人签署停战要求。納粹德國在自由區建立傀儡政權维希法国后，赴英国组织不妥协的抵抗德国的自由法国运动。6月18日，戴高乐在伦敦通过英国广播公司发表《告法国人民书》（又稱為618宣言），号召法国人民抵抗纳粹德国对法国的占领。8月，与丘吉尔首相签定关于自由法国章程的议定书。在戴高乐的号召下，整个法屬赤道非洲支持自由法国。10月，在伦敦成立帝国防务委员会，任主席。1941年，法兰西民族委员会成立，出任主席。在英國的支持下，戴高樂家人於1941年10月至1942年9月定居在伯克姆斯特德（倫敦西北三十六英里）。
1943年6月，抵达法属北非首府阿尔及尔，与美国支持的亨利·吉罗将军共同担任新成立的法兰西民族解放委员会主席。7月，迫使吉罗将军专任法国部队总司令，得以单独主持法兰西全国解放委员会工作。秋天，彻底清除吉罗。1944年6月3日，在阿尔及尔成立法国临时政府。6日，盟军登陆諾曼第，开辟欧洲第二战场。8月19日，巴黎起义。戴高乐领导下的勒克莱尔盟軍首批进入抵达巴黎市政府大厦，巴黎解放。25日，戴高乐将军进入巴黎，并接受駐巴黎的德军投降书。

### 組建政府受挫被迫引退

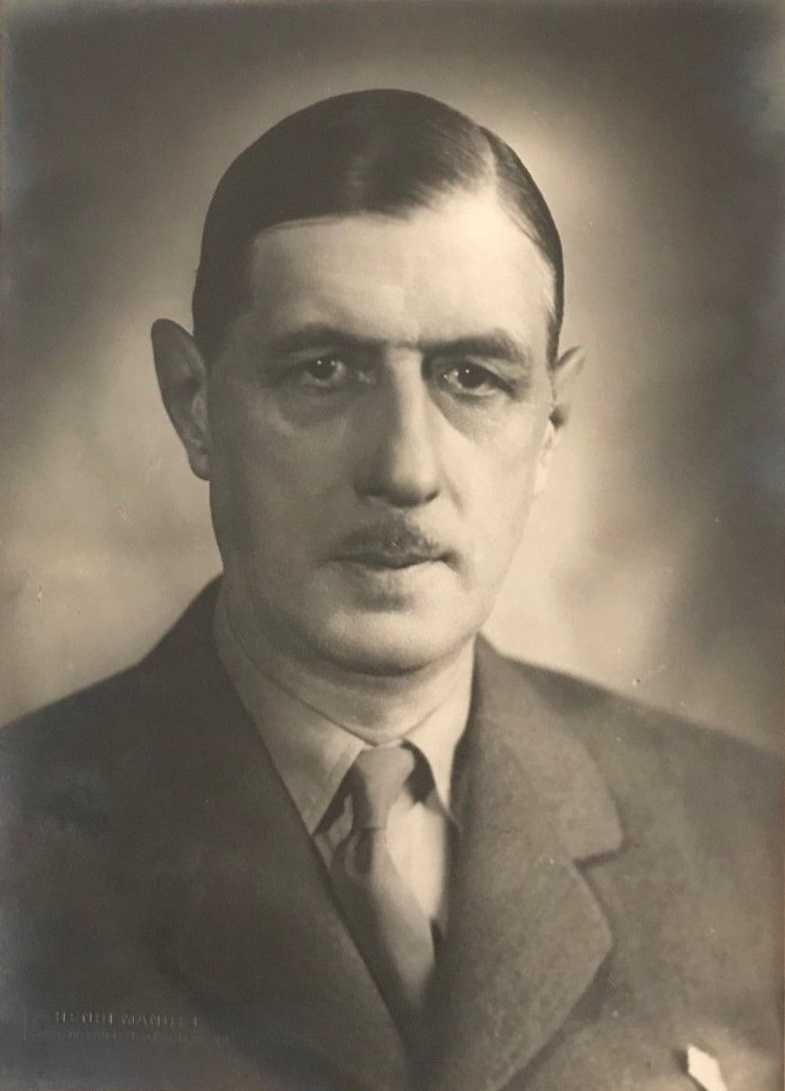
戴高乐肖像（摄于1944年或1945年）

1945年9月，法国舉行全民公决，第四共和国成立。11月，被议会选举为临时政府总理，组成新的临时政府。1946年1月20日，由於以法國共產黨為首的左派反對他擬定加強總統權力的憲法，被迫辞去临时政府总理职务。
1947年4月，在斯特拉斯堡宣布成立“法兰西人民联盟”，但在國會只佔極少席次。1951年國會大選，法國人民聯盟雖然取得最多議席，但由於其他共和政黨反對，再度失敗。1953年，他退出政坛隐居，期間他寫了戰爭回憶錄。
1954年4月，戴高樂曾建議法國應該擁有自己的核武器。

### 東山再起

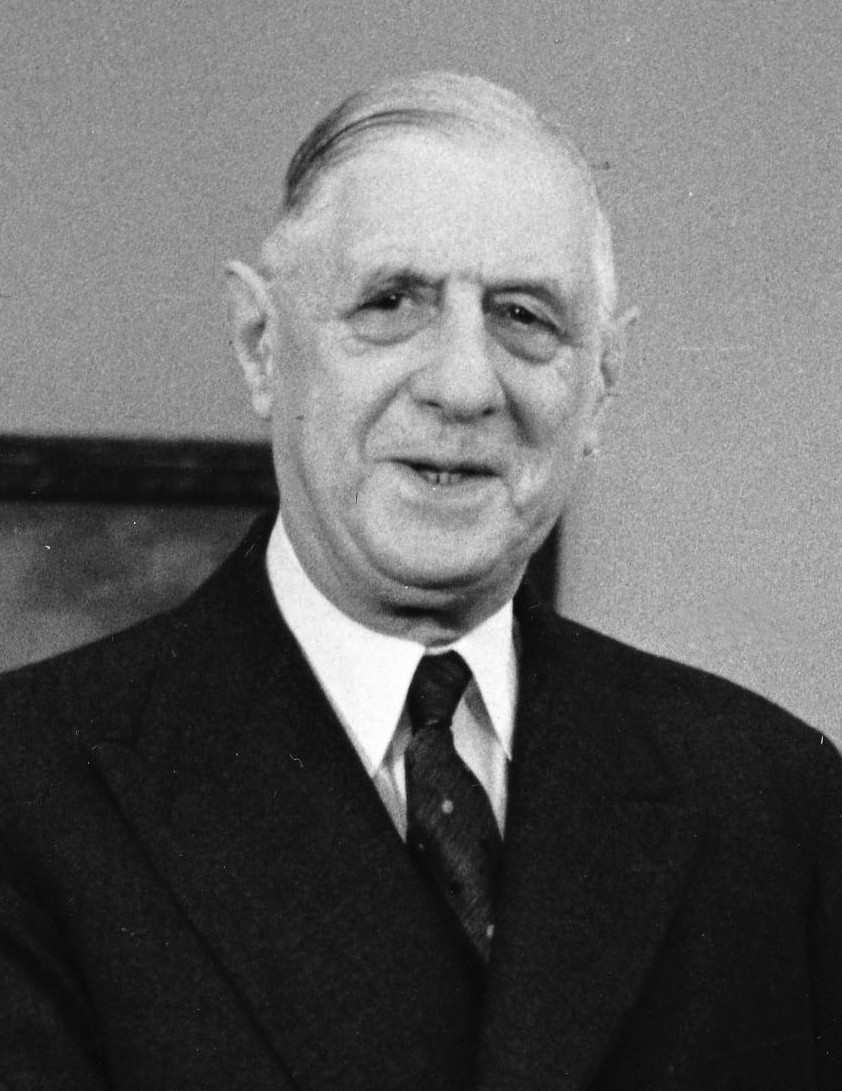
晚年戴高乐（摄于1963年）

1958年，法屬阿爾及利亞發生暴动。国民议会被迫授予戴高乐将军全权，并委托其制定新宪法。戴高乐接管了议会和政府的全部权力，出任第四共和國最後一任總理。9月，全民公决通过新宪法，第五共和国成立。在1958年11月的國會選舉中，戴高樂和他的政黨輕鬆贏得了多數的支持，12月，以絕對多數的優勢當選爲首任共和国总统。1959年1月8日，正式就任總統。
1959年9月，宣布阿尔及利亚人享有自决权。12月，宣布解散法兰西共同体，容許殖民地民族自決，1960年除阿爾及利亞外大部分殖民地成功獨立，但仍和法國保持密切關係。
1960年2月13日，法国在撒哈拉大沙漠以南約700公里試爆第一颗原子弹，成为核国家。
1962年，阿爾及利亞正式脫離法國獨立，但仍和法國保持密切關係。法國承認阿爾及利亞獨立引起法國右翼不滿，1962年8月22日，一名右翼法軍槍擊戴高樂，總統在此次刺殺事件中受輕傷，該名士兵後來被軍法處置。
1963年，反對英國申請加入歐洲經濟共同體（歐共體），因為戴高樂認為英國過度親美，且戴高樂反對英國的世界自由貿易政策，英國入歐將會重創戴高樂的農業選票，戴高樂以保持法國農業市場的封閉性來取得法國農業選票。
1964年1月，派遣親信前法國駐日大使貝志高，向中華民國的蔣中正總統說明法國將与中華人民共和國建交，想要在停止承認中華民國為中國代表政府後維持領事級外交關係，但被蔣中正總統拒絕。
1964年1月27日，同意中华人民共和国為中國代表。
1964年1月27日，訓令中華民國駐法國使館不得撤銷，但在一個月後中華民國仍關閉駐法大使館，此時法國正式宣布與中华人民共和国建立外交关系。
1965年，法國发射人造卫星，同年他經過兩輪投票成為首位直選產生的法國總統。
1966年，因為拒絕將法國核武及軍隊整合到北約架構，宣布法国退出北约指揮機構，但保留北約成員國地位。
1967年，戴高乐在访问加拿大期间公开在蒙特利尔市政厅发表「自由魁北克萬歲」的演講，被認為是支持魁北克独立，导致法加关系陷入低谷，而他本人也被加拿大政府列为不受欢迎人士。
1968年，即使面對五月风暴，仍然重新控制局势，在國會選舉大勝度过危机，但五月风暴所暴露出来的矛盾和问题并未随之消失。
1969年4月，由於他所提出的削弱參議院權力修憲案公投被否決，宣布辭去总统一職，隐居科隆貝雙教堂村。

### 去世
1970年11月9日，戴高樂在科隆貝雙教堂村的家中暈倒，他的妻子馬上叫醫生和當地神父，但他們到達的時候，他已經逝世，享壽79岁。死亡原因是动脈瘤破裂。
戴高樂在科隆貝雙教堂村有一座紀念館，由戴高樂基金會管理，內展示戴高樂的生平事蹟和文物典藏。

## 家庭
戴高樂與伊馮娜·旺德魯於1921年4月7日結婚。他們有三個孩子：菲利普（1921-2024）、伊麗莎白（1924-2013）和安娜（1928-1948）。安娜因唐氏綜合症去世，終年20歲。

## 其他

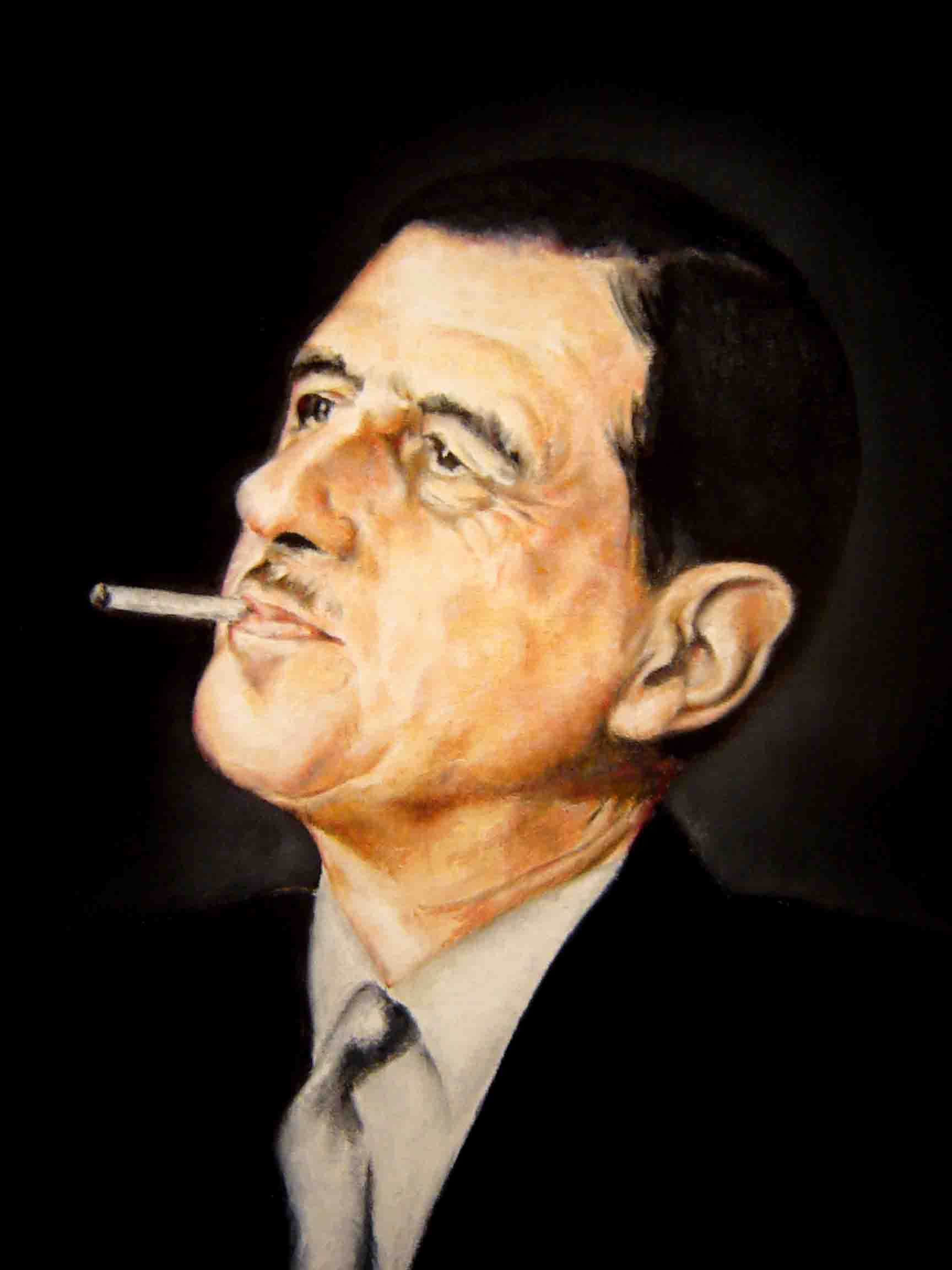
唐纳德·谢里丹 (Donald Sheridan)绘制的戴高乐肖像

法國最大的機場巴黎夏尔·戴高乐机场就是以他的名字命名；法國海軍的第一艘核動力航母戴高樂號也以其名命名。
他喜欢阿加莎·克里斯蒂的侦探小说、艾爾吉的《丁丁历险记》。他曾说：“生活的坎坷能和我相比的，世界上只有一个人，就是丁丁”以及“我本人就是一个克里斯蒂小说迷”。
2005年，法国国家二台举行了“最伟大的法国人”的评选活动，结果戴高乐被评选为有史以来最伟大的法国人。

## 著作
戴高樂除了是一名軍人與政治家之外，同樣也是一位作家，一生有六大著作：
1. 《敵人內部的傾轧》(1924年)：戴高樂第一部著作。
2. 《劍鋒》(1932年)
3. 《未來的軍隊》(1934年)
4. 《法國和她的軍隊》(1938年)
5. 《戰爭回憶錄》(1947年)：與邱吉爾的《第二次世界大戰回憶錄》並稱為姐妹作。
6. 《希望回憶錄》(1970年)：戴高樂的遺著，預計寫完三卷，但還未完成，戴高樂就因动脉瘤破裂发作去世，僅完成第一卷與第二卷的頭兩章。

### 引用
1. 1 2 3  Jackson（2018年），第6-9页
2. ↑  科恩（2003年），第5-6页
3. ↑  德拉戈尔斯（2006年），第46-47页
4. ↑  Jackson（2018年），第45-48页
5. ↑  . 新華社.   [2020-06-19]. （原始内容存档于2020-10-02）.
6. 1 2  張懷德. . 財團法人台灣大地文教基金會. 八十年代週刊. 1986-01-11  [2018-07-10]. （原始内容存档于2018-12-08） （中文（臺灣））.
7. ↑  . NATO.   [2019-06-16]. （原始内容存档于2020-12-13）.